# Haut-plateau américain
 (février 2025).
 (avril 2024).
Le haut-plateau américain est une région de l'Antarctique située à l'arrière de la côte d'Ingrid-Christensen et à l'est du glacier Lambert ; elle est essentiellement constituée d'un plateau neigeux situé à environ 2 800 mètres d'altitude —  à l'exception d'un groupe de nunataks, les monts Grove, près du 75°E. La zone a été découverte et nommée par Lincoln Ellsworth le 11 janvier 1939, lors d'un vol aérien depuis son navire, et par les expéditions nationales australiennes de recherche antarctique (1956 et 1957), ce dernier groupe y effectuant un atterrissage pour obtenir un astrofix aux monts Grove, en 1958.